# Manfred Schaefer
Manfred Schaefer (12. února 1943 Pillau – 28. března 2023) byl australský fotbalista, obránce. Po skončení aktivní kariéry působil jako trenér.

## Fotbalová kariéra
Byl členem australské reprezentace na Mistrovství světa ve fotbale 1974, nastoupil ve všech 3 utkáních. Za reprezentaci Austrálie nastoupil v letech 1967-1974 ve 45 utkáních a dal 1 gól. Na klubové úrovni hrál v Austrálii za Blacktown BSK a St George FC.